# Костадин Стоянов
Костадин Стоянов Стоянов е български футболист, централен защитник. Играе още като десен и ляв бек или дефанзивен халф. Играч е на Мечкарево.

## Кариера

### Ранни години
Костадин Стоянов е роден на 2 май 1986 г. в Сливен, в семейството на аграр и детска учителка. На 8-годишна възраст започва да тренира футбол в местния клуб. През 2002 г., когато е на 16 години, е привлечен в школата на Черноморец (Бургас). Дебютира за мъжкия тим на „акулите“ в А група през сезон 2004/05. Първият му мач е срещу Литекс Ловеч, като влиза на полувремето (3 – 0). След изпадането на отбора във втория ешелон изиграва 5 мача, след това в период от почти година е измъчван от множество контузии. След това преминава в Загорец (Нова Загора), където изкарва 2 сезона в Б футболна група и Югоизточната В група. Лятото на 2007 е повикан в националния отбор (аматьори), където играе силно, а България губи финала на европейско първенство от Полша с 2 – 1 в продължения. След това преминава в ОФК Сливен, същият сезон отбора от Сливен става първи и печели промоция в А група, след 15-годишно отсъствие. В А група Сливен побеждава ЦСКА (3 – 1) и прави равен с Левски (0 – 0), като няколко мача преди края на полусезона е на второ място. След края на сезона, Костадин Стоянов, заедно със съотборниците си, Иван Стоянов, Коста Янев и Здравко Чавдаров са продадени в ЦСКА София.

### Сливен
За „войводите“ той изиграва общо 47 мача, в които бележи 2 гола .

### ЦСКА
На 23 юни 2009 г. Стоянов и съотборниците му от Сливен Здравко Чавдаров, Коста Янев и Иван Стоянов преминават успешно медицински прегледи и подписват договори с ЦСКА.  Успешно се включва в състава на ЦСКА като е определян за един от най-добрите футболисти в мачовете на армейците срещу Фулъм за Лига Европа и срещу Левски, срещу когото Стоянов вкарва първия си гол в А група.